# Microlophium
Microlophium (лат.) — род тлей из подсемейства Aphidinae (Macrosiphini). Встречаются в Старом Свете: Европа, Азия, Африка.

## Описание
Мелкие насекомые, длина около 4 мм.
Ассоциированы с растениями Urtica, Girardinia cuspidata, Rubus. Таксон Microlophium близок к тлям рода Aulacorthum. Диплоидный набор хромосом 2n=12, 16, 18, 20.

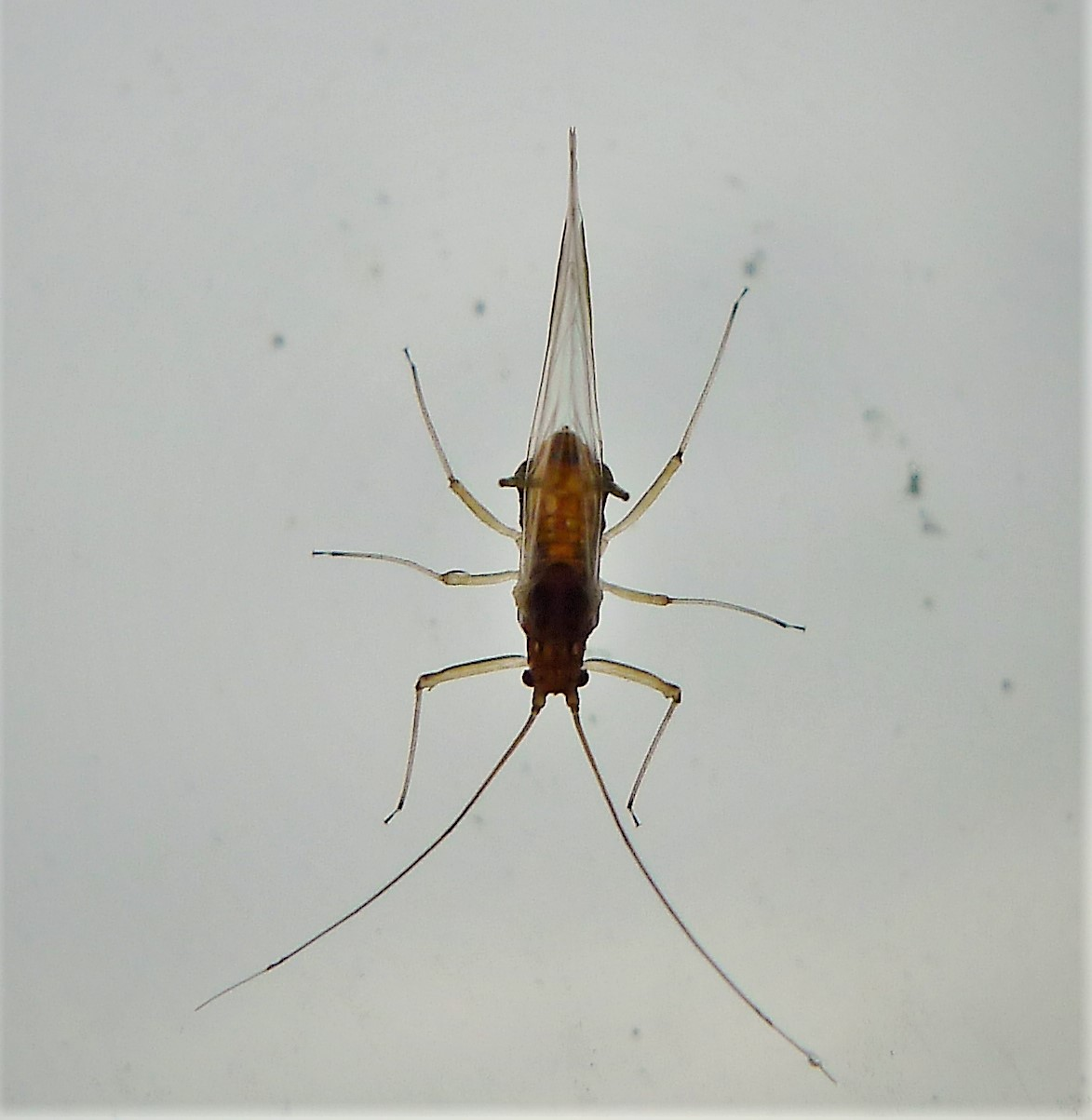

## Классификация
- Microlophium carnosum (Buckton, 1876)
  - (= Microlophium urticae (Schrank, 1801))
- Microlophium rjabushinskyi (Mordvilko, 1914)
- Microlophium rubiformosanum
- Microlophium sibiricum  (Mordvilko, 1914)